# Центральна бібліотека ЦБС Індустріального району м. Харкова
Центральна бібліотека централізованої бібліотечної системи Індустріального району м. Харкова — публічна бібліотека для дорослих, яка обслуговує читачів Індустріального району міста Харкова. До централізованої бібліотечної системи Індустріального району входить 6 бібліотек-філій.

## Історія
Бібліотека була відкрита 29 вересня 1933 року, коли вона була за розпорядженням відділу культури Харківського міського виконкому. Їй був присвоєний порядковий № 6 та названо на честь російського письменника А. П. Чехова. Читальний зал і абонемент були розміщені за адресою вулиця Сталіна (нині вул. Миру), будинок № 20.
Під час Німецько-радянської війни, постраждало чимало книг через влучення фугаса у вікно. Вцілілі книги були збережені мешканцями району та повернуті у бібліотеку після війни. У повоєнні роки бібліотека була відроджена та її фонди були значно збільшені.
У бібліотеці відбувалися зустрічі з такими поетами та письменниками: Борис Чичибабін, Рима Катаєва та Радій Полонський.
30 квітня 2024 позбавлена прізвища Чехова у назві, в межах процесів деколонізації, що розпочалися після російського військового вторгнення в Україну.

## Структура
- Центральна бібліотека
- Центральна дитяча бібліотека (колишня філія № 5)
- Філія № 28 для дітей
- Філія № 15 для дітей
- Філія № 27 Бібліотека сімейного читання
- Філія № 40 Бібліотека сімейного читання

### Розформовані філії
- Філія № 21 для дітей
- Філія № 51